# Halina Bieda

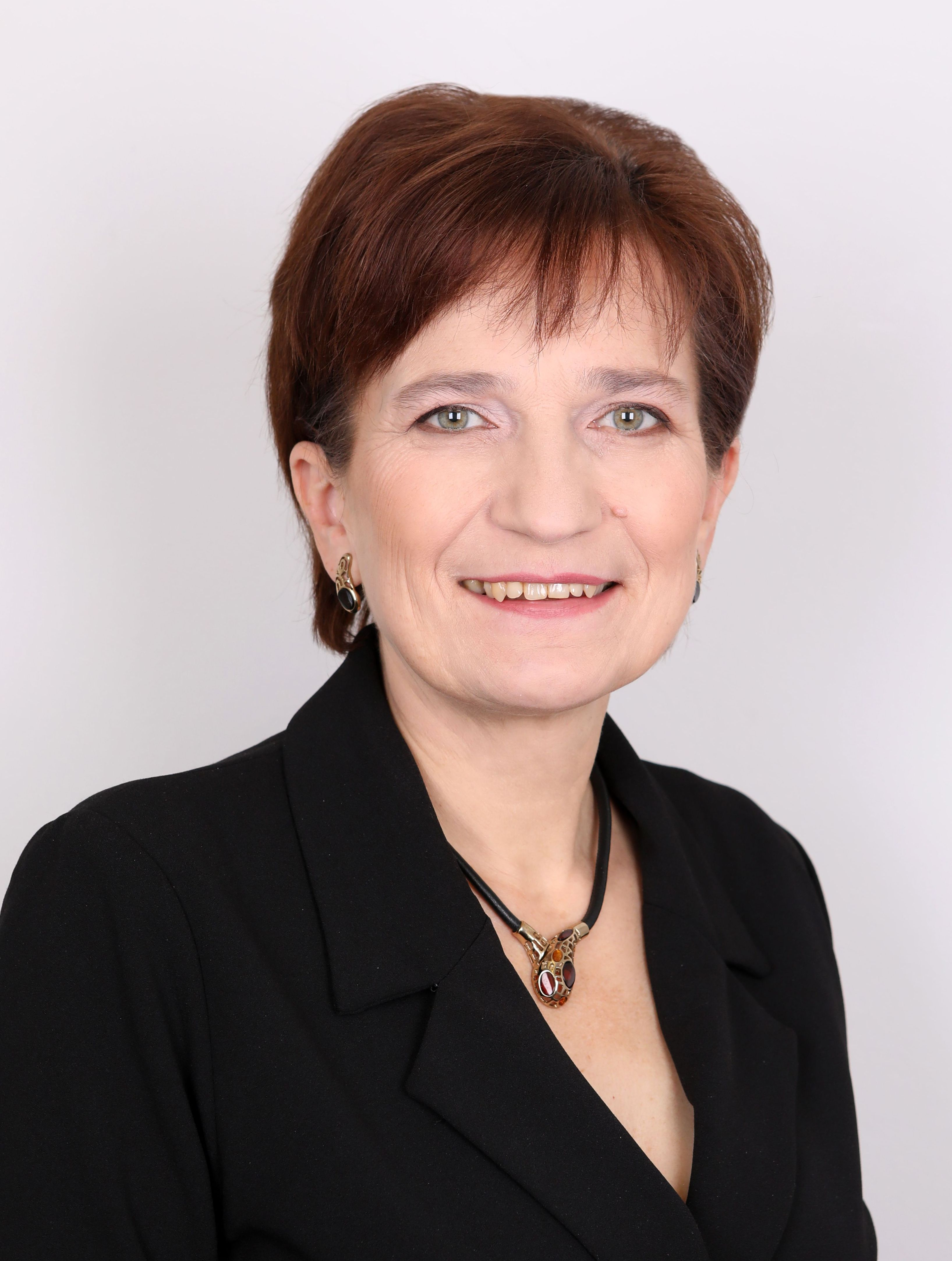
Halina Bieda (2019)

Halina Bieda (* 6. Oktober 1962 in Chorzów) ist eine polnische Politikerin der Platforma Obywatelska (PO), die seit 2019 Mitglied des Senats der Republik Polen ist.

## Leben
Halina Bieda absolvierte ein Studium der Geographie an der Fakultät für Geowissenschaften der Schlesischen Universität in Kattowitz, welches sie 1987 mit dem Lehrschwerpunkt Umweltentwicklung und -schutz beendete. Im Anschluss unterrichtete sie von 1986 bis 2006 als Lehrerin und schloss 2008 ein Aufbaustudium an der Universität für Management und Sozialwissenschaften in Tychy mit dem Schwerpunkt Erlangung von EU-Mitteln ab. Nachdem sie zwischen 2012 und 2014 Geschäftsführerin und Präsidentin von Armanda Development war, einem Unternehmen, das sich mit der Sanierung degradierter Bergbaufolgestandorte beschäftigt, war sie zwischen 2014 und 2020 Leiterin des Museums der Schlesischen Aufstände (Muzeum Powstań Śląskich) in Świętochłowice.
2006 wurde Halina Bieda Mitglied des Stadtrates von Bytom und fungierte zugleich von 2006 bis 2012 als Vizepräsidentin der Stadt. Als Nachfolgerin von Piotr Koj bekleidete sie 2012 im Rahmen einer Zwangsverwaltung kurzzeitig das Amt der Stadtpräsidentin, ehe sie von Damian Bartyla abgelöst wurde. Darüber hinaus gehörte sie von 2014 bis 2019 dem Woiwodschaftstag (Sejmik wojewódzki) der Woiwodschaft Schlesien als Mitglied an.
Bei der Parlamentswahl am 13. Oktober 2019 wurde Halina Bieda, die Mitglied der Bürgerplattform PO (Platforma Obywatelska) ist, im Wahlkreis Nr. 71 erstmals zum Mitglied des Senats der Republik Polen (Senat Rzeczypospolitej Polskiej) gewählt und gehört diesem nach ihrer Wiederwahl am 15. Oktober 2023 seither in der neunten und zehnten Legislaturperiode an. In der aktuellen zehnten Legislaturperiode ist sie seit dem 29. November 2023 stellvertretende Vorsitzende des Ausschusses für Kultur und Medien sowie Mitglied des Ausschusses für Auswanderungsangelegenheiten und Kontakte mit Polen im Ausland.